# Karlskirche (Volders)

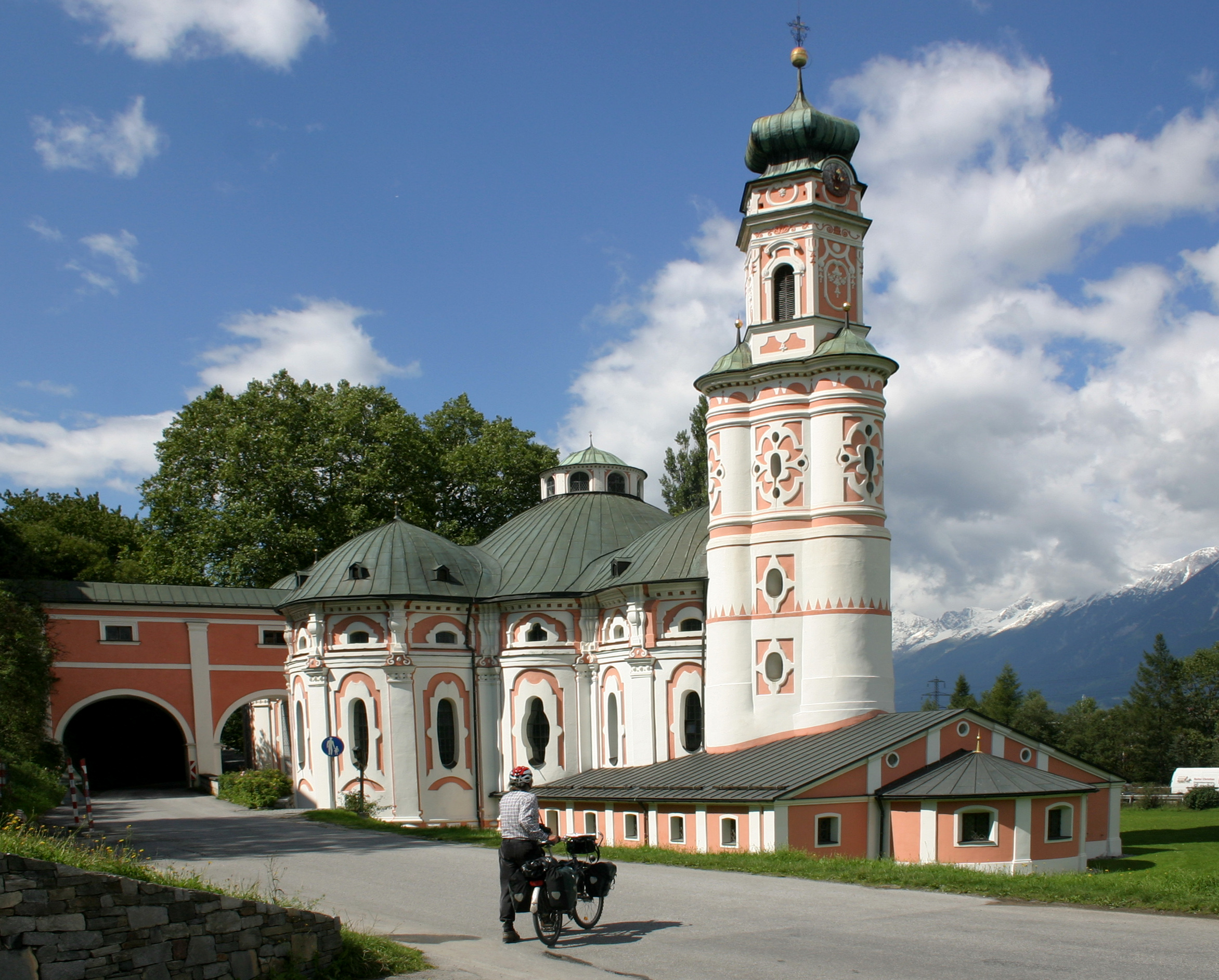
Die Karlskirche von Osten

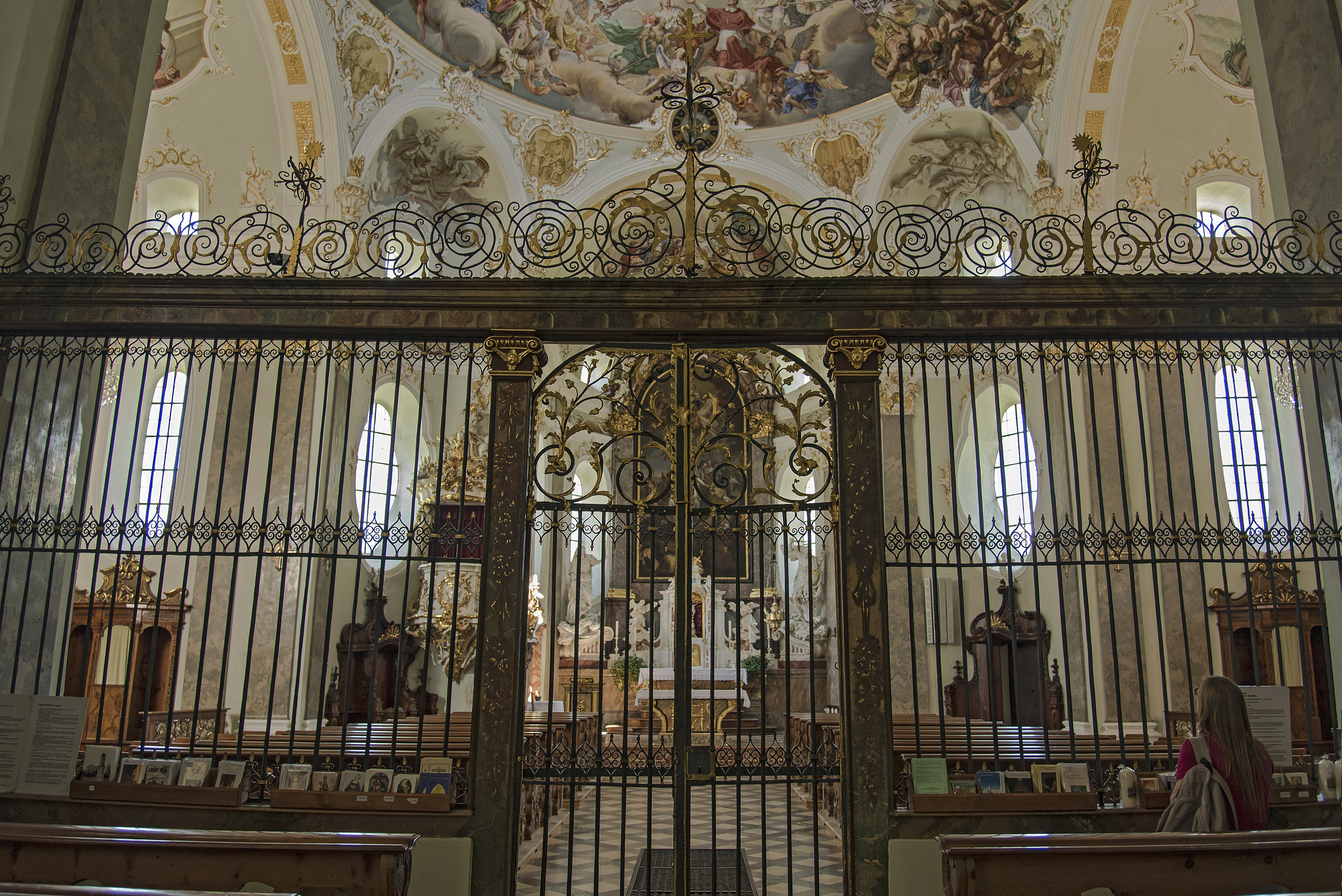
Blick in den Innenraum

Die Karlskirche ist eine römisch-katholische Kirche mit dem Patrozinium des hl. Karl Borromäus westlich von Volders in Tirol. Sie gilt als einer der schönsten Rokokobauten Tirols. Früher wurde sie wegen der Lage an der Volderer Innbrücke auch als Brugg’nkirche bezeichnet. Neben der Kirche befindet sich das dazugehörige Kloster der Serviten. Kirche und Kloster stehen unter Denkmalschutz.

## Geschichte
Die Grundsteinlegung erfolgte am 2. April 1620, allerdings konnte das Gebäude wegen der Zeitumstände, wegen Geldmangels und der Folgen des Dreißigjährigen Krieges erst 1654 fertiggestellt werden. Die Konsekration nahm am 25. Juli 1654 der Weihbischof Perkhofer von Brixen vor.
Die heutige Form bekam sie im Jahr 1710. Die Kirche erinnert wegen ihrer ungewöhnlichen Gestalt mit sechs Kuppeln und dem an drei Seiten gerundeten Turm, ein wenig an die Baukunst des Orients. Der Erbauer verband seine eigene Auffassung von Kunst und barocke Phantasien um schlussendlich einen Bau in der Art des Barock zu schaffen. Die Stuckatur in den Gesimsen des äußeren Baues und in den Fensterrahmen wirkt ein wenig grob. Hippolyt Guarinoni zu Hoffperg und Volderthurn, der Gründer und Erbauer sowie Stifter der Kirche, setzte sich hiermit ein bleibendes Denkmal. Guarinoni war nicht nur Bauleiter, sondern arbeitete unter dem Namen Meister Pölten als Maurer und Arbeiter mit. Um eine zentrale hohe Kuppel gruppieren sich drei Kapellen für das Presbyterium, davor steht das große Vorhaus. Der Turm steht über einem kreisrunden Grundriss mit halbrunden Ausbuchtungen. Durch diese Anordnung wirkt das Gebäude ein wenig gedrungen. In den Nischen der Portalfassade stehen Figuren der Heiligen Karl Borromäus, Franziska Romana, Ignatius und Maria. Die Gesamtlänge des Gebäudes inklusiv des Vorhauses, des Turmes und der Sakristei beträgt 50 Meter, und sie ist 30 Meter breit. Die Kuppel hat eine schwach elliptische Form und ist 14,7 mal 14 Meter groß. Der Turm ist insgesamt 42 Meter hoch, die Kuppel 25 Meter. Der Baumeister hatte den Turm weitaus höher geplant, starb aber vor dessen Vollendung. Die Serviten stellten ihn in einfacheren Formen fertig. 
Der Freiherr von Fiege ließ 1696 die Kapelle der schmerzhaften Mutter anbauen, sie befindet sich neben dem Haupteingang. Die Kapelle der heiligen Anna wurde 1710 angefügt, Ferdinand Graf von Stachelburg, Freiherr von Hauzenheim, bestimmte sie zu seiner Grabstätte. Am Eingang der Annakapelle ist ein Basrelief angebracht, im Boden sind zwei Grabplatten zu sehen. Die Fresken an den Decken der beiden Kapellen malte 1798 Kaspar Waldmann.
Zwei Gitter im Stile des Barock wurden 1752 von einem nicht bekannten Meister geschmiedet, sie trennen die Kapellen vom Vorhaus und sind mit einem Hund, der zwischen Gemsen umher springt, einem Wappen und gekreuzten Kleeblättern geschmückt. Das Gitter der Stachelburgkapelle schmiedete Michale Kopp aus Halle, es besitzt durchgezogene Stäbe.

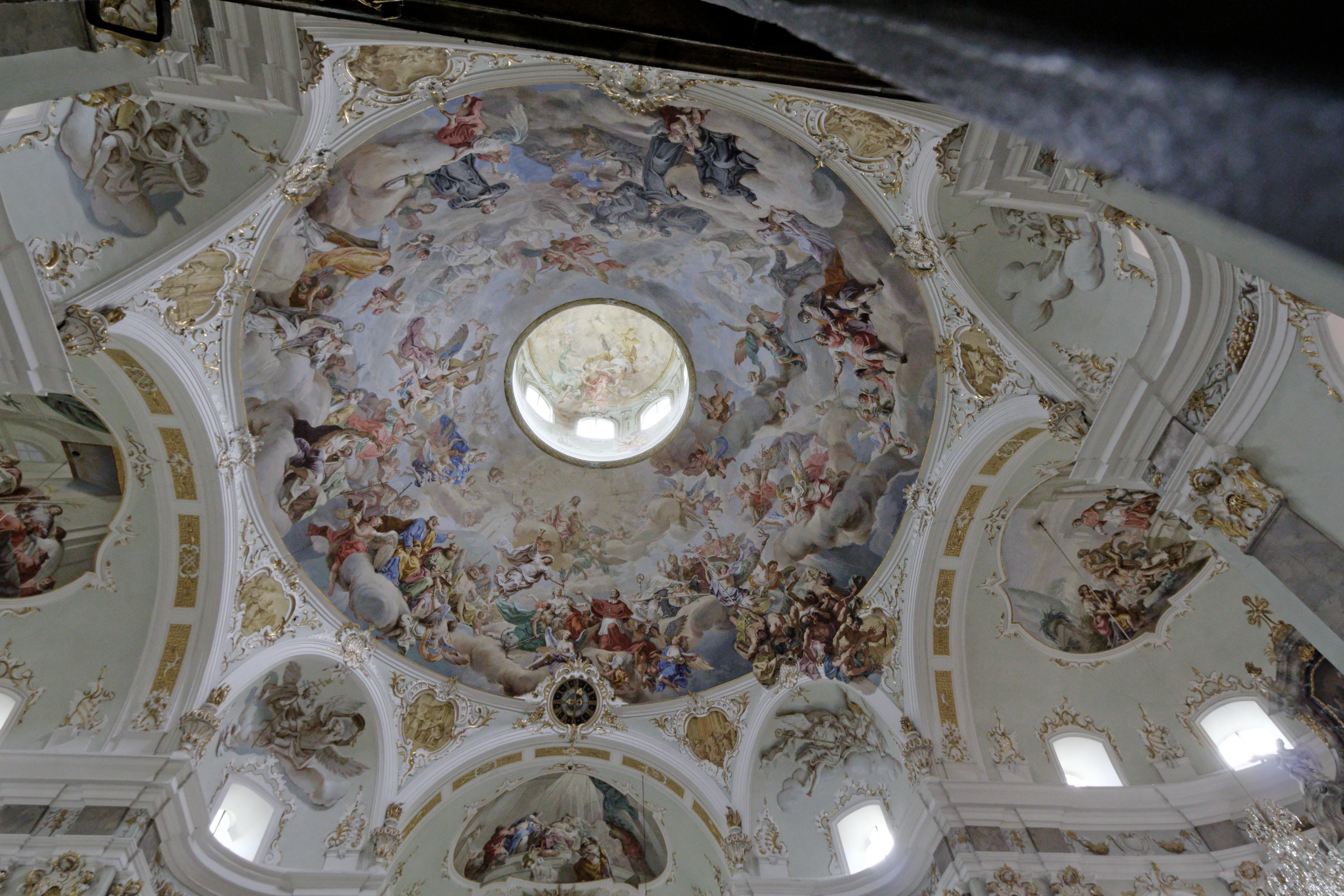
Das Kuppelfresko von Knoller

Die großen und bedeutenden Deckenfresken malte Martin Knoller in den Jahren von 1765 bis 1766. Die Laterne in der Kuppel spendet aus acht Fenstern Licht, das gleichmäßig auf die Malerei fällt. Zentrale Figur des Freskos ist Karl Borromäus, er kniet mit einem Kardinalsmantel in Purpur gewandet und wendet seinen Blick auf Jesus. Karl ist von den drei göttlichen Tugenden umgeben. Die Figuren von Gott Vater und dem Heiligen Geist sind von Engeln umringt. Christus thront auf einer Wolke im Himmel und erwartet Karl. Auf der linken Seite sind die zwölf Apostel und eine auf einem Hügel stehende Kirche zu sehen. Maria ist in ein blaues Kleid gekleidet ihr Kopf ist von Sternen umkränzt. Der Bischof von Brixen, der Ignatius und etliche Selige und Heilige ergänzen die Darstellung. Die Fresken in den Zwickeln unter dem Kuppelfresko erzählen verschiedene Begebenheiten aus dem Leben des Kirchenpatrons. Ein weiteres Thema sind Darstellungen aus dem Alten Testament mit Moses und Aaron und Johannes dem Täufer. Der sogenannte Engelsturz versinnbildlicht den Sturz früherer Irrlehren. Kleinere Fresken im Chorraum zeigen die Geburt Karls, in der Ignatiuskapelle ist die Aufnahme in die Gemeinschaft der Kardinäle dargestellt. Deutlich ist Pius IV. zu erkennen. Den Kopf des Papstes malte nicht Knoller, sondern dessen Schüler Josef Schöpf. Erwähnenswert ist die meisterliche plastische Darstellung eines Teppichs in leuchtenden Farben. In der Dreikönigskapelle ist Karl als Verteiler von Almosen dargestellt. Auf dem Fresko an der Decke des Vorhauses ist Karl mit dem kleinen Guarinonino zu sehen. Hier legten Knollers Schüler Matthias Ruef und Giuseppe Cereda mit Hand an.
Der Rokokostuck wurde 1766/67 von Johann Georg Gigl geschaffen.

## Ausstattung

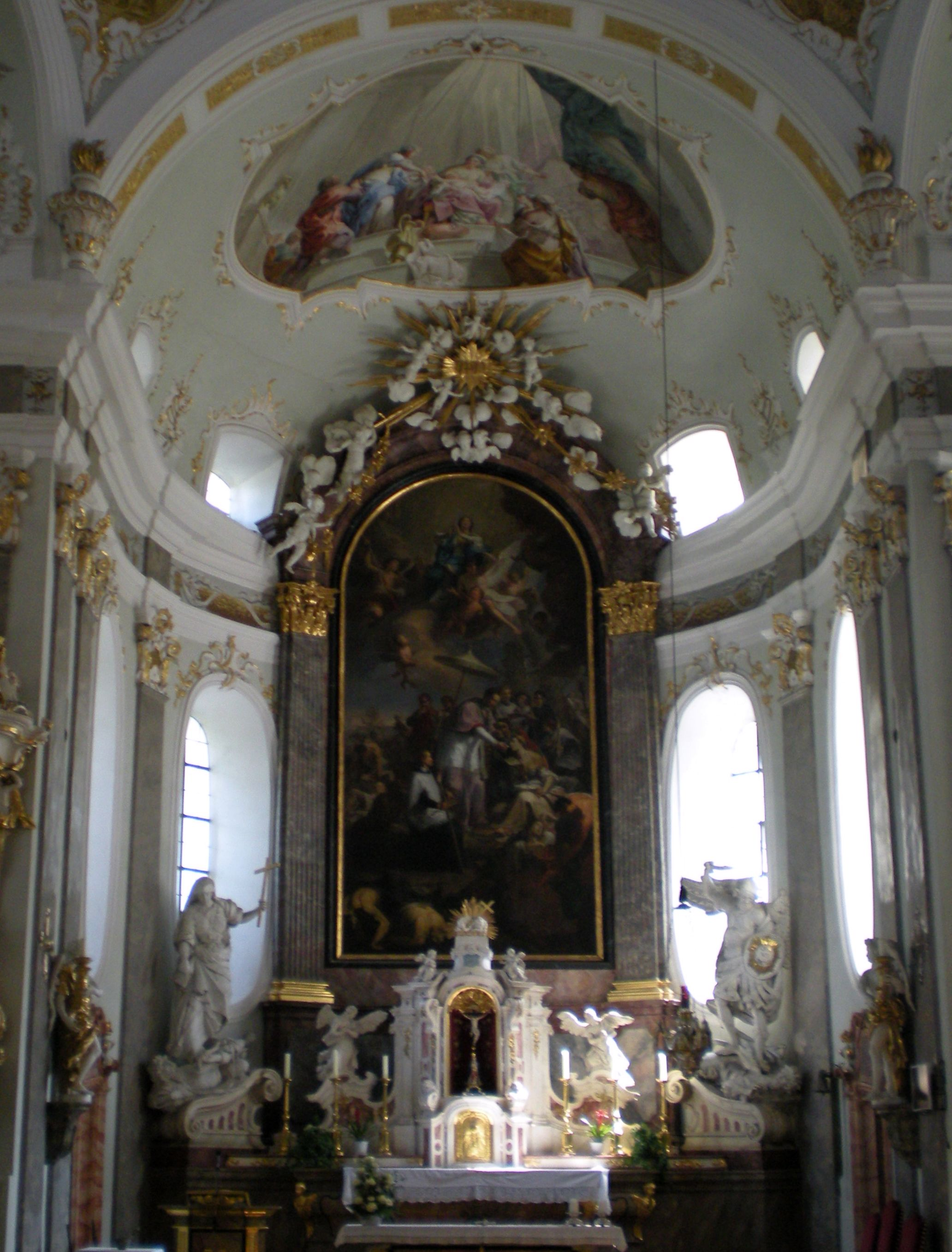
Hochaltar

- In der Kapelle der schmerzhaften Mutter steht eine Pietà, sie ist wohl eine Arbeit des Bildhauers Andreas Thamasch aus Stams, er schuf sie um 1707.
- Die Barockkanzel baute 1766 der Bildhauer Martin Falbesoner aus Nassereith, die Fassung und Vergoldung nahm Peter Hueber aus Mals vor.[7]
- Das große Bild des Hochaltares malte Martin Knoller 1769 in Mailand. Der heilige Karl steht im Ornat eines Kardinals im Mittelpunkt, er reicht einer pestkranken Frau die Kommunion. Knoller nahm das Gesicht seiner Gattin als Vorlage. Er selbst verewigte sich zwischen zwei Gestalten hinter einem Kelch. Ein Mann entreißt einer stillenden Mutter das Kleinkind, ein Mann versucht auf einem Pferd der Pestseuche zu entfliehen, ein Toter wird zu Grabe getragen. Im oberen Teil wird Maria von vier Engeln getragen, sie ist als Fürbitterin der leidenden Menschheit dargestellt.[8]
- Der Tabernakelaufbau im Stile des Barock ist in Alabaster gefertigt. Zwei Engel knien auf dem Tabernakel, sie werden von den Figuren der Gertrud, die die Kirche symbolisiert und des Michael im Kampf gegen den Teufel, flankiert. Die beiden Heiligen standen ursprünglich in der Innsbrucker Hofkirche und wurden von der Kaiserin Maria Theresia gestiftet. Welche Künstler die Figuren anfertigten, ist nicht bekannt.[9]

## Renovierung
In den 1970er Jahren wurde die Kirche stark renovierungsbedürftig. Um das Gebäude auch für folgende Generationen zu erhalten und die nötigen Geldmittel zu generieren, wurde der Verein Rettet die Karlskirche gegründet. Der Verein sammelte etwa 1,74 Millionen Euro. In Zusammenarbeit wurde ein Konzept für die Erledigung der notwendigen Arbeiten erstellt. Das Dachgestühl war dringend sanierungsbedürftig, nach der Renovierung wurde es mit Kupferblech eingedeckt. Im selben Zeitabschnitt wurde eine neue Gruft gebaut. Um das Hangwasser fachmännisch ableiten zu können, baute man an der Südseite der Karlskirche eine Stützmauer von 40 Metern Länge; die Fundamente wurden trockengelegt. Der Turm bedurfte einer Restaurierung, und die Fassade der Kirche musste erneuert werden. Die alte Sakristei musste einem Neubau auf den ursprünglichen Fundamenten weichen. Im Innenraum wurden die Fresken, die Wände, das Gestühl die Fußböden und die Beichtstühle aufwändig restauriert. Die renovierte Kirche konnte am 19. September 1988 eingeweiht werden. Die Gesamtkosten beliefen sich auf 2,29 Millionen Euro.

## Die Kirche als Begräbnisstätte
- Guarinoni, seine Gattin und zwei Söhne sind vor den Stufen des Dreikönigsaltares begraben, ihr Grab ist mit einer weißen Marmorplatte bedeckt. Ursprünglich lagen sie in Hall wurden dann später überführt.
- Der Student Makkabäus Troyer liegt gemäß einer Inschrift auf der Marmorplatte, unter der Kanzel.
- Unter den Kirchenbänken befinden sich etliche Gruftkammern hier sind etliche im Kloster verstorbene Serviten bestattet.
- Der Freiherr Karl von Fieger starb am 5. Mai 1700, er liegt in der Gruft der von ihm gestifteten Kapelle.
- Graf Ferdinand von Stachelburg verschied 1723; auch er liegt in einer von ihm gestifteten Kapelle begraben. Seine Grabplatte aus rotem Marmor ist hervorragend gearbeitet. Ein Basrelief berichtet davon, dass er noch im 70. Lebensjahr zum Priester geweiht wurde.[11]

## Das Kloster

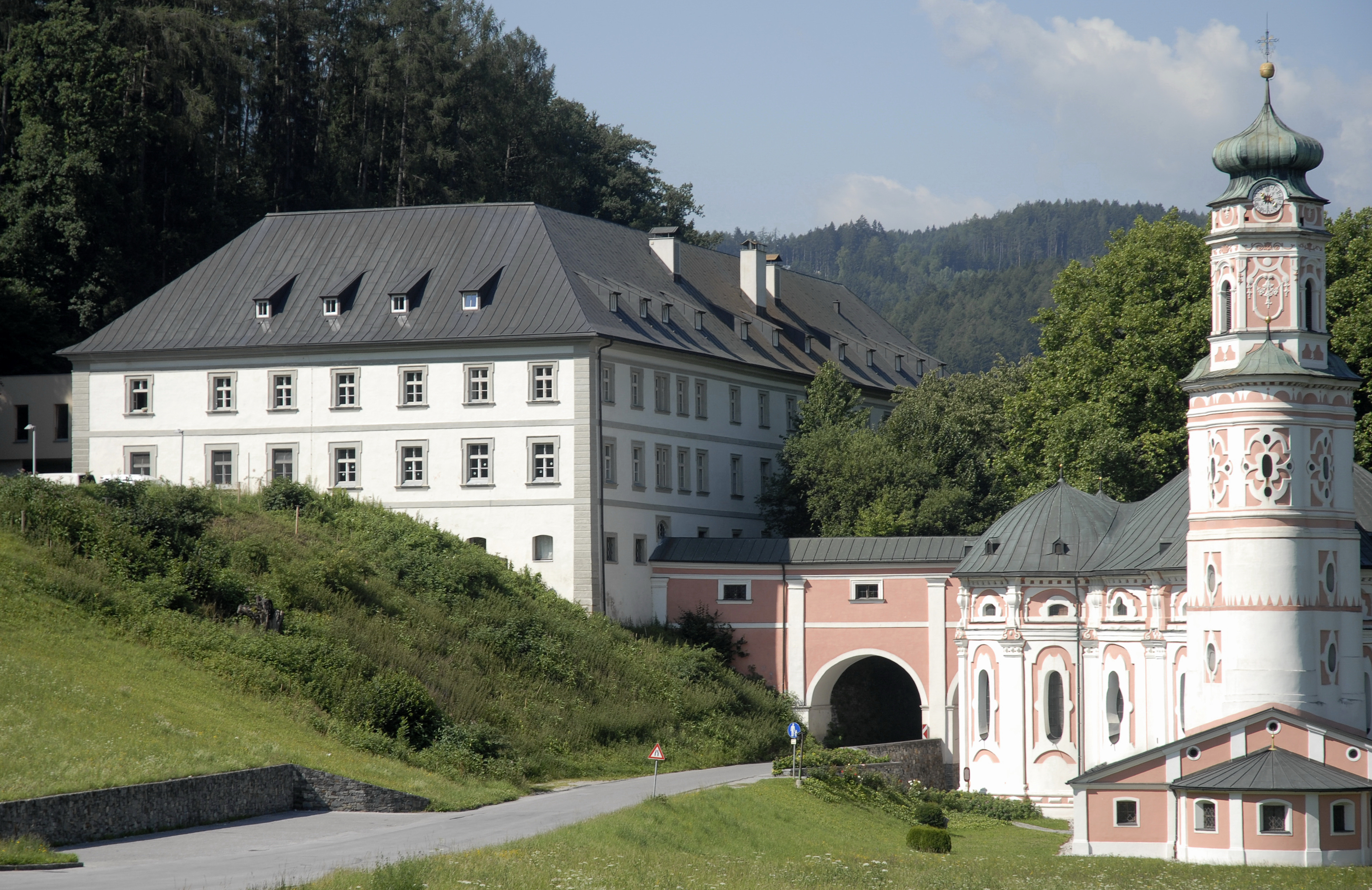
Das Servitenkloster neben der Karlskirche

Hippolyt Guarinoni hatte von Anfang an die Absicht, die von ihm gestiftete Kirche von einem Orden betreuen zu lassen und in ihrer Nähe ein Kloster zu erbauen. Da sein Sohn Karl (Seraphin) 1617 in das Innsbrucker Servitenkloster eingetreten war, hatte er eine enge Verbindung zu den Serviten und wählte diese für das Kloster aus. Mit der vorübergehenden Einstellung des Kirchenbaus 1636 verzögerten sich auch die Pläne für das Kloster, die erst 1650 wieder aufgenommen wurden. Nach dem Tod Guarinonis 1654 setzte sich Johann Fieger für die Errichtung des Klosters ein, die auch von Kaiser Leopold I. unterstützt wurde. Dennoch konnten erst 1692 die ersten vier Serviten das halbfertige Kloster beziehen, das 1698 fertiggestellt wurde. Die Patres betreuten die zahlreichen Gläubigen, die zur sogenannten „Bruggenmutter“, einem Gnadenbild in der Vorhalle der Kirche, pilgerten, und halfen in den umliegenden Gemeinden in der Seelsorge aus.
Der schlichte, zwei- bis dreigeschoßige Bau ist um einen rechteckigen Innenhof angelegt und mit einem geschmiegten Walmdach gedeckt. Die Fassaden sind sparsam durch Gutgesimse, Eckquaderung und geohrte Fensterfaschen gegliedert. Das Klostergebäude ist über einen Bogengang mit der Karlskirche verbunden. Im Inneren haben sich mehrere Räume mit Stuck aus der Erbauungszeit erhalten.
Heute wird der Bau zum Großteil vom PORG (Privates Oberstufenrealgymnasium) Volders genutzt, für das 2001 bis 2004 Um- und Erweiterungsbauten ausgeführt wurden. Ursprünglich war das Gymnasium zur Ausbildung im Kirchendienst nur für junge Männer offen. Dies hat sich aber in der zweiten Hälfte des 20. Jahrhunderts geändert. Schulerhalter ist heute die Vereinigung von Ordensschulen Österreichs. Die Schule bietet sowohl einen musischen als auch einen ökologischen Zweig an.